# Each side of screen
『Each side of screen』（イーチ・サイド・オブ・スクリーン）は、Winkの8枚目のオリジナル・アルバム。1992年4月25日にポリスターより発売された。

## 概要
帯コピー：心のスクリーンに描かれる二人の情景。
鈴木早智子、相田翔子の2枚のソロ・アルバムに挟まれる形で発売されたオリジナル・アルバム。ヒット・シングル「追憶のヒロイン」と「摩天楼ミュージアム」を収録。前期のオリジナル・アルバムは夏（6月か7月）に発売されることが多かったが、今作は4月に発売されている。
KC&ザ・サンシャイン・バンドの「That's the Way (I Like It)」にクールなアレンジを施した 「霧の楽園 〜THAT'S THE WAY (I Like It)〜」、原曲はイギリスのソウルバンド HOT CHOCOLAT(ホット・チョコレート)のカバーで、アメリカのロックバンド STORIESが1973年にリリースし全米No.1ヒットとなった「Brother Louie」のカバー「Frou-Frou」など全10曲が収録されている。
規格品番はそれぞれ、1992年4月25日リリース - CD:PSCR-11047。2014年1月15日リリース・タワーレコード限定盤 - Blu-spec CD:XQJX-1047。2018年8月22日リリース - UHQCD:PSCR-6265。
2018年8月22日には、レコチョク、およびe-onkyo music（オンキヨー）、mora（レーベルゲート）などの音楽配信サイトでハイレゾ版（96kHz/24bit）を含むダウンロードアルバムの配信が開始された。

## 収録曲
| #         | タイトル                                                          | 作詞                          | 作曲                                       | 編曲      | 時間  |
| --------- | ----------------------------------------------------------------- | ----------------------------- | ------------------------------------------ | --------- | ----- |
| 1.        | 「Frou-Frou」(日本語詞: 及川眠子)                                 | Errol Brown・Anthony Wilson   | Errol Brown・Anthony Wilson                | 門倉聡    | 4:07  |
| 2.        | 「ピアスの真相 〜We Can Make It〜」(日本語詞: 及川眠子)           | Joey Carbone・Jeff Carruthers | Joey Carbone・Jeff Carruthers              | 十川知司  | 4:49  |
| 3.        | 「摩天楼ミュージアム」                                            | 及川眠子                      | 工藤崇                                     | 門倉聡    | 4:15  |
| 4.        | 「白夜」                                                          | 芹沢類                        | 広谷順子                                   | 門倉聡    | 4:47  |
| 5.        | 「Like A Bird」(日本語詞: 及川眠子 / 相田翔子ソロ)                | Billie Hughes・Roxanne Seeman | Billie Hughes・Roxanne Seeman・John Keller | 門倉聡    | 4:17  |
| 6.        | 「未来まで待てない」(日本語詞: 及川眠子 / 鈴木早智子ソロ)         | James C.Brown・John A.Butler  | James C.Brown・John A.Butler               | 門倉聡    | 4:12  |
| 7.        | 「霧の楽園 〜THAT'S THE WAY (I Like It)〜」(日本語詞: 渡辺なつみ) | Harry W.Crsey・Richard Finch  | Harry W.Crsey・Richard Finch               | 門倉聡    | 5:00  |
| 8.        | 「恋愛ギャンブラー」                                              | 及川眠子                      | KE-Y                                       | 十川知司  | 4:24  |
| 9.        | 「追憶のヒロイン」                                                | 及川眠子                      | 門倉有希                                   | 門倉聡    | 4:21  |
| 10.       | 「ただ夏に恋をした」                                              | 芹沢類                        | 松本俊明                                   | 十川知司  | 4:34  |
| 合計時間: | 合計時間:                                                         | 合計時間:                     | 合計時間:                                  | 合計時間: | 44:46 |

| #         | タイトル                                                          | 作詞                          | 作曲                                       | 編曲      | 時間  |
| --------- | ----------------------------------------------------------------- | ----------------------------- | ------------------------------------------ | --------- | ----- |
| 1.        | 「Frou-Frou」(日本語詞: 及川眠子)                                 | Errol Brown・Anthony Wilson   | Errol Brown・Anthony Wilson                | 門倉聡    | 4:07  |
| 2.        | 「ピアスの真相 〜We Can Make It〜」(日本語詞: 及川眠子)           | Joey Carbone・Jeff Carruthers | Joey Carbone・Jeff Carruthers              | 十川知司  | 4:49  |
| 3.        | 「摩天楼ミュージアム」                                            | 及川眠子                      | 工藤崇                                     | 門倉聡    | 4:15  |
| 4.        | 「白夜」                                                          | 芹沢類                        | 広谷順子                                   | 門倉聡    | 4:47  |
| 5.        | 「Like A Bird」(日本語詞: 及川眠子 / 相田翔子ソロ)                | Billie Hughes・Roxanne Seeman | Billie Hughes・Roxanne Seeman・John Keller | 門倉聡    | 4:17  |
| 6.        | 「未来まで待てない」(日本語詞: 及川眠子 / 鈴木早智子ソロ)         | James C.Brown・John A.Butler  | James C.Brown・John A.Butler               | 門倉聡    | 4:12  |
| 7.        | 「霧の楽園 〜THAT'S THE WAY (I Like It)〜」(日本語詞: 渡辺なつみ) | Harry W.Crsey・Richard Finch  | Harry W.Crsey・Richard Finch               | 門倉聡    | 5:00  |
| 8.        | 「恋愛ギャンブラー」                                              | 及川眠子                      | KE-Y                                       | 十川知司  | 4:24  |
| 9.        | 「追憶のヒロイン」                                                | 及川眠子                      | 門倉有希                                   | 門倉聡    | 4:21  |
| 10.       | 「ただ夏に恋をした」                                              | 芹沢類                        | 松本俊明                                   | 十川知司  | 4:34  |
| 11.       | 「スカーレットの約束」(ボーナス・トラック)                        | 及川眠子                      | 工藤崇                                     | 門倉聡    | 4:29  |
| 12.       | 「イマージュな関係」(ボーナス・トラック)                          | 及川眠子                      | 松本俊明                                   | 門倉聡    | 4:46  |
| 合計時間: | 合計時間:                                                         | 合計時間:                     | 合計時間:                                  | 合計時間: | 54:01 |

### 曲解説
1. Frou-Frou
  - ホット・チョコレート「Brother Louie」のカバー。
2. ピアスの真相 〜We Can Make It〜
  - マイズラー「We Can Make It」のカバー。
3. 摩天楼ミュージアム
  - 14枚目のシングル表題曲。
4. 白夜
5. Like A Bird
  - 相田翔子ソロ。ビリー・ヒューズ「Love Is An Art」のカバー。
6. 未来まで待てない
  - 鈴木早智子ソロ。Roxanne「Burning Through the Night」のカバー。
7. 霧の楽園 〜THAT'S THE WAY (I Like It)〜
  - KC&ザ・サンシャイン・バンド「That's The Way (I Like It)」のカバー。
8. 恋愛ギャンブラー
9. 追憶のヒロイン
  - 13枚目のシングル(両A面)1曲目。
10. ただ夏に恋をした

2018年盤（ボーナス・トラック）
1. スカーレットの約束
2. イマージュな関係